# Pateros (Washington)
Pateros (kiejtése: pəˈtærəs) az Amerikai Egyesült Államok északnyugati részén, Washington állam Okanogan megyéjében elhelyezkedő város. A 2010. évi népszámlálási adatok alapján 667 lakosa van.

## Történet
Az eredetileg Ive’s Landing nevet viselő települést 1886 körül alapította Lee Ives, aki a Methow és Columbia folyók találkozásánál gazdálkodni kezdett; a területen indiánok egy csoportja és körülbelül húsz kínai bányász élt. Ives egy 18 szobás szállót is épített, valamint kompot indított. Az első postahivatal 1895. december 7-én nyílt meg.
1900-ban a helység területének többsége Charles Noslerhez került, aki a Fülöp-szigeteki Pateros településre utalva azt Paterosra nevezte át. 1903-ban a településen négy üzlet és kilenc lakóház állt. Paterost eladták J. C. Steinerhez, aki a vasúti áruszállítás fontos helyszínévé tette azt. Pateros 1913. május 1-jén kapott városi rangot.
1962-ben a Douglas megyei közműszolgáltató 50 évre elnyerte a közeli Wells gát üzemeltetési jogát, amely 1967-ben készült el. Az építés során a település víz alá került, ezért azt elköltöztették; a költöztetés és az infrastruktúra-fejlesztés egymillió dolláros költségeit a közműszolgáltató állta.
A 2014. július 17–18-i erdőtűzben 95 lakóház és egy üzlet semmisült meg.

## Éghajlat
A város éghajlata nedves kontinentális (a Köppen-skála szerint Dfb).
| Hónap                         | Jan.  | Feb.  | Már.  | Ápr.  | Máj. | Jún. | Júl. | Aug. | Szep. | Okt.  | Nov.  | Dec.  | Év    |
| ----------------------------- | ----- | ----- | ----- | ----- | ---- | ---- | ---- | ---- | ----- | ----- | ----- | ----- | ----- |
| Rekord max. hőmérséklet (°C)  | 17,2  | 20,6  | 23,9  | 30,6  | 37,8 | 40,6 | 41,7 | 40,6 | 38,9  | 31,1  | 21,7  | 12,2  | 41,7  |
| Átlagos max. hőmérséklet (°C) | 0,6   | 5,0   | 12,2  | 17,8  | 22,8 | 26,7 | 31,7 | 31,7 | 26,1  | 17,2  | 6,7   | 0,0   | 16,6  |
| Átlagos min. hőmérséklet (°C) | −6,7  | −5,0  | −1,1  | 2,2   | 6,1  | 9,4  | 12,2 | 11,7 | 7,2   | 1,7   | −2,8  | −7,2  | 2,3   |
| Rekord min. hőmérséklet (°C)  | −28,9 | −26,1 | −18,0 | −12,8 | −5,0 | 1,1  | 1,1  | 2,2  | −4,4  | −16,7 | −27,2 | −29,4 | −29,4 |
| Átl. csapadékmennyiség (mm)   | 38    | 33    | 30    | 19    | 33   | 25   | 14   | 9    | 13    | 23    | 49    | 50    | 336   |
| Forrás: The Weather Channel   |       |       |       |       |      |      |      |      |       |       |       |       |       |

## Népesség
A 2010-es népszámláláskor a városnak 667 lakója, 238 háztartása és 162 családja volt. A népsűrűség 509,2 fő/km2. A lakóegységek száma 276, sűrűségük 210,7 db/km2. A lakosok 76,9%-a fehér, 0,1%-a afroamerikai, 3,1%-a indián,   17,2%-a egyéb, 2,5%-a pedig kettő vagy több etnikumú. A spanyol vagy latino származásúak aránya 37,8% (36,3% mexikói, 0,1% Puerto Ricó-i,  1,3% egyéb spanyol vagy latino származású.)
A háztartások 35,7%-ában élt 18 évnél fiatalabb. 52,1% házas, 10,5% egyedülálló nő, 5,5% egyedülálló férfi, 31,9% pedig nem család. 26,5% egyedül élt; 12,2%-uk 65 éves vagy idősebb. Egy háztartásban átlagosan 2,76 személy élt; a családok átlagmérete 3,27 fő.
A medián életkor 33,9 év volt. A város lakóinak 30,6%-a 18 évesnél fiatalabb, 8,8% 18 és 24 év közötti, 24,6%-uk 25 és 44 év közötti, 24,2%-uk 45 és 64 év közötti, 11,4%-uk pedig 65 éves vagy idősebb. A lakosok 51,9%-a férfi, 48,1%-a pedig nő.

## Nevezetes személyek
- Richard Beyer – szobrász[16]
- Ron Terpening – író[17]

## Testvérváros
- Pateros, Fülöp-szigetek[18]

## Fordítás
Ez a szócikk részben vagy egészben  a   Pateros, Washington című angol Wikipédia-szócikk ezen változatának fordításán alapul.  Az eredeti cikk szerkesztőit annak laptörténete sorolja fel. Ez a jelzés csupán a megfogalmazás eredetét és a szerzői jogokat jelzi, nem szolgál a cikkben szereplő információk forrásmegjelöléseként.